# Bruce Lee (игра)
Bruce Lee — видеоигра в жанре платформера, первоначально выпущенная для 8-разрядного семейства Atari и Commodore 64 компанией Datasoft Inc в 1984 году. Версии для ZX Spectrum и MSX были портированы в 1985 году, а для Amstrad CPC в 1986 году. Издавалась они компаниями U.S. Gold и Comptiq.

## Геймплей
Игра представляет собой гибрид платформера и «beat 'em up», в котором игрок контролирует движения Брюса Ли. Мастер боевых искусств, сражаясь с врагами или избегая их, должен пройти через лабиринт в поисках волшебника, обладающего секретом бессмертия.
В игре всего 20 комнат, каждая из которых представлена отдельным экраном с платформами и лестницами. Для того чтобы пройти дальше, обычно нужно собрать все фонари, развешенные по комнате. Игроку противостоят подвижные враги: ниндзя, вооружённый мечом, и Зелёный Ямо — борец сумо. Опасности каждой комнаты одинаково действуют как на игрока, так и на врагов, но враги имеют бесконечное количество жизней, поэтому они всегда возвращаются.
Последние комнаты содержат больше опасностей, таких как мины и движущиеся стены.
В последней 20-й комнате игрок встречает «босса» игры.
В режиме мультиплеера второй игрок может контролировать Зелёного Ямо, либо игроки управляют Брюсом Ли поочерёдно. Если игрок, управляющий Ямо, долго не двигает им, то компьютер берёт контроль на себя.

## Bruce Lee II
В 2013 году Bruno R. Marcos выпустил неофициальный сиквел Bruce Lee II под Windows и Linux, который воспроизводил графику и атмосферу оригинальной игры, с новыми лабиринтами.
В течение года другой автор воспроизвёл эту игру для Commodore 64, эта версия вышла в 2015 году.